# حسن جمعه
حسن جمعه (انگلیسی: Hacène Djemaâ؛ زادهٔ ۶ ژانویهٔ ۱۹۴۲) بازیکن فوتبال اهل الجزایر بود.
وی همچنین در تیم ملی فوتبال الجزایر بازی کرده‌است.